# Gerersdorf
Gerersdorf är en ort och kommun  i Österrike. Den ligger i distriktet Sankt Pölten-Land i förbundslandet Niederösterreich, 60 kilometer väster om huvudstaden Wien.
Kommunen består av tolv orter (Ortschaften) (inom parentes invånarantal 1 januari 2024):

- Distelburg (7)
- Eggsdorf (25)
- Friesing (0)
- Gerersdorf (702)
- Grillenhöfe (70)
- Hetzersdorf (54)
- Hofing (25)
- Loipersdorf (39)
- Salau (38)
- Stainingsdorf (47)
- Völlerndorf (72)
- Weitendorf (15)